# Jojoba
Jojoba (Simmondsia chinensis), är en buske som har sitt ursprung kring Sonora- och Mojaveöknen i delstaterna Arizona, Kalifornien, och i Mexiko. Arten är den enda medlemmen i familjen jojobaväxter.
Denna salt- och torktåliga buske är en nyttoväxt, vars frön innehåller ett flytande vax. 
Namnet kommer från det språk som talas av ursprungsfolket o’odham, som lever i Sonoraöknen.

## Egenskaper
Jojoba är en tätt förgrenad buske som kan bli upp till 200 år gammal under naturliga förhållanden. Barken är i början fint hårig och ljust grågrön. Senare blir den slät och ljusbrun. Gamla grenar är gråa och räfflade eller fårade. Knopparna är motsatt placerade i par och knutformade. De är små och filthåriga. Bladen har korta stjälkar, är hela utan uppdelning i delblad, läderartade och har slät kant utan tänder eller dylikt. Blomningen sker på sommaren. Då finner man hanblommorna sittande i kompakta samlingar från skottens spetsar, medan honblommorna sitter enstaka eller ett fåtal tillsammans direkt ovanför bladstjälkarnas fästpunkt. De enskilda blommorna är oftast 5-taliga (men 4- och 6-taliga blommor ses av och till). Jojoba är tvåbyggare, med antigen hanblommor eller honblommor på en enskild buske. Hanblommorna är ganska små, med grågröna foderblad och 8-12 gula ståndare, medan honblommorna är pyttesmå och ljusgröna. Frukterna är kapslar som ofta innehåller ett enda frö. De bruna, skrynkliga fröna är till storleken ungefär som en liten oliv.
Rotsystemet består av en kraftig pålrot, som kan nå ner till ett djup av 6 meter på torra och väldränerade växsplatser. Sidorötterna når dessutom långt omkring.
Jojoba innehåller proantocyanidiner, och lagrar kristaller av kalciumoxalat. Frukterna innehåller blåsyrebildande glykosider och flytande vax (som alltså inte är en olja, utan estrar med ättiksyra).
Jojoba når en höjd av cirka 2 meter och en lika stor diameter.

## Hemvist
Jojoba har sin naturliga utbredning i områden med halvöken och öken i Sonoraöknen i Kalifornien och Arizona. Växten trivs i full sol och fullväxta exemplar kan tåla kallgrader ner till –10 °C, medan unga plantor inte tål frostgrader. Arten föredrar jord, som har ett pH-värde mellan 7,3 og 8,2, och som är väldränerad och luftig.
Det vetenskaplia artepitetet, chinensis, uppkom för att botanikern Heinrich Friedrich Link läste fel och trodde en etikett på en samling insamlade växter sade China när den i själva verket sade Calif.

## Användning
De nöt-artade fröna innehåller upp till 50% av ett vax som är flytande vid rumstemperatur. Detta vax används industriellt och kosmetiskt. Det innehåller provitamin A och vitamin E och passar till alla hudtyper. Den positiva verkan beror på att det inte efterlämnar en fet hinna på huden, så som oljehaltiga cremer gör. Jojoba”olja” härsknar inte och härdar inte heller på samma sätt som växtoljor gör.
Industriellt används vaxet som grundbeståndsdel i smörjmedel och möbelvårdsprodukter.
Ursprungsbefolkningen i Sonoraöknen rostade och kokade fröerna för att utvinna vaxet.
Eftersom den torra restprodukten efter vaxutvinningen innehåller det giftiga ämnet simmondsin, kan den inte användas som djurfoder.

## Galleri

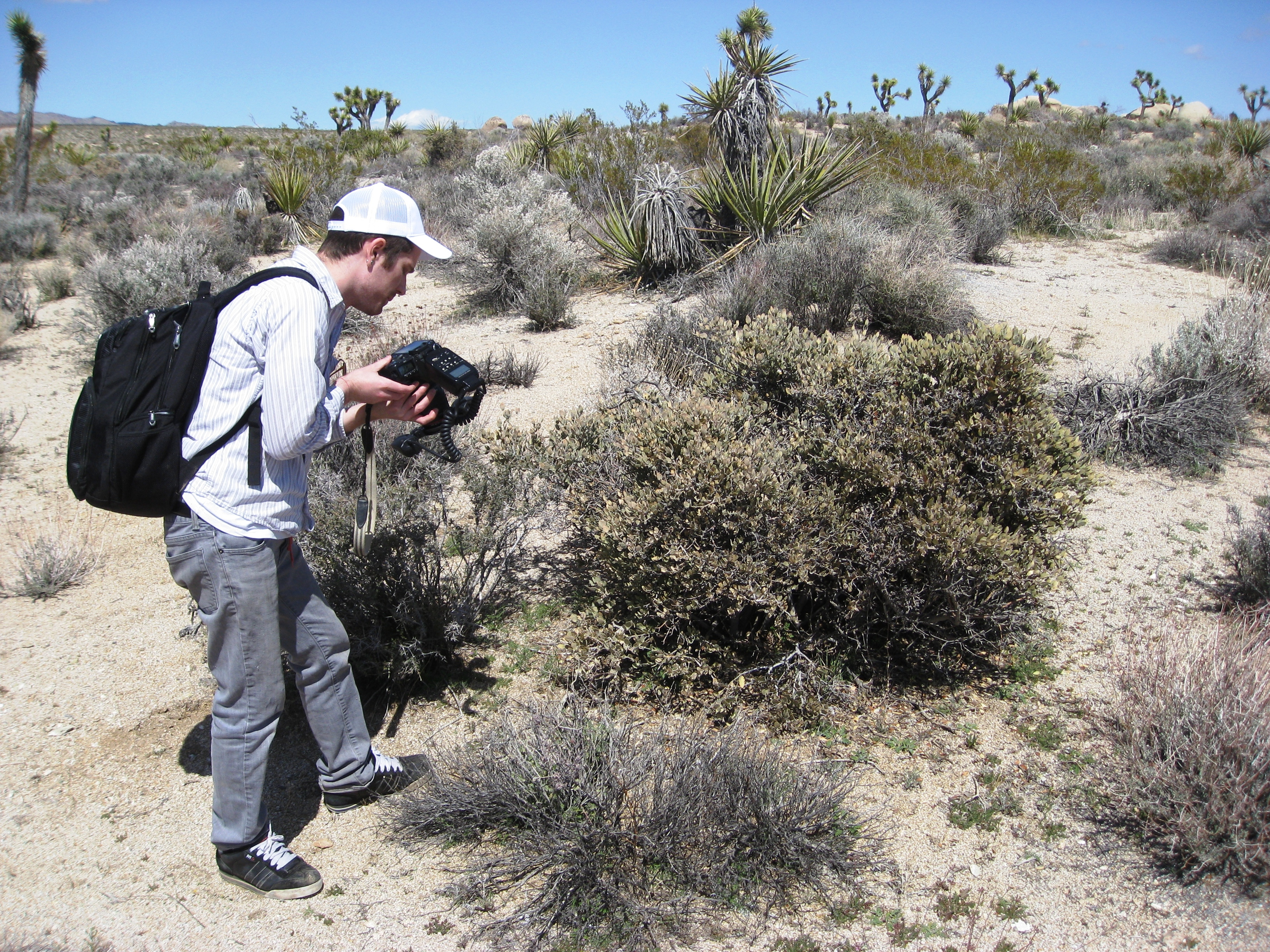
Habitat.
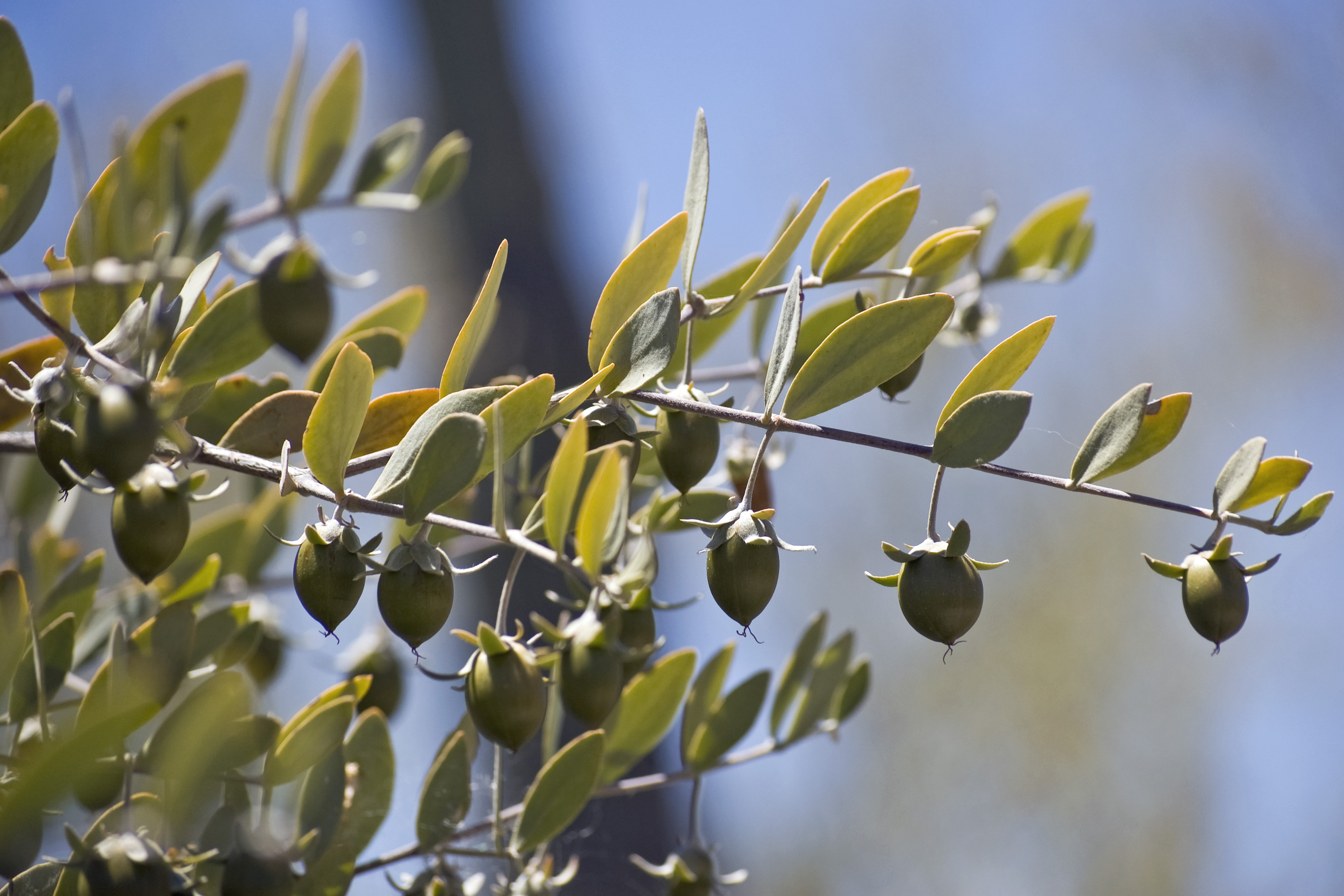
Mogna kapslar.
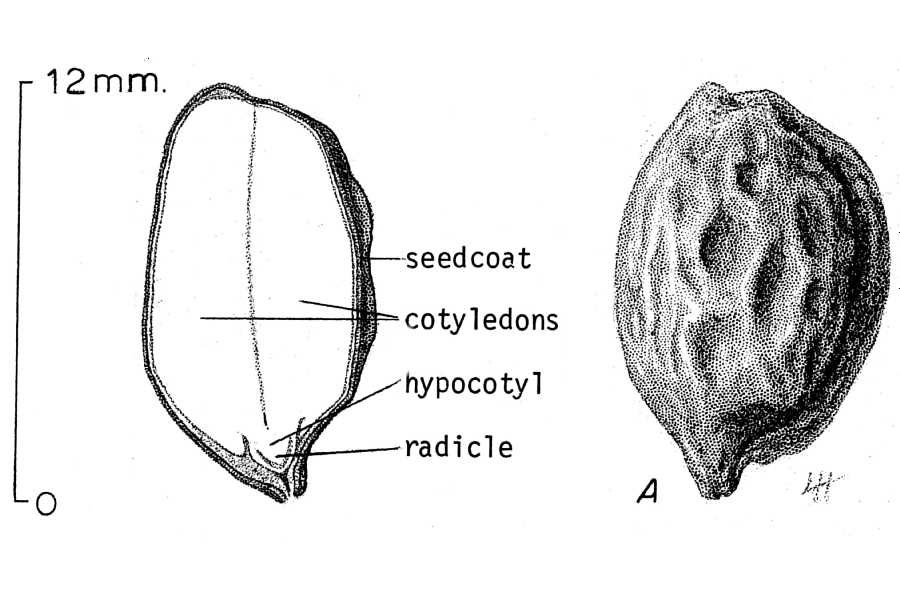
Frö.
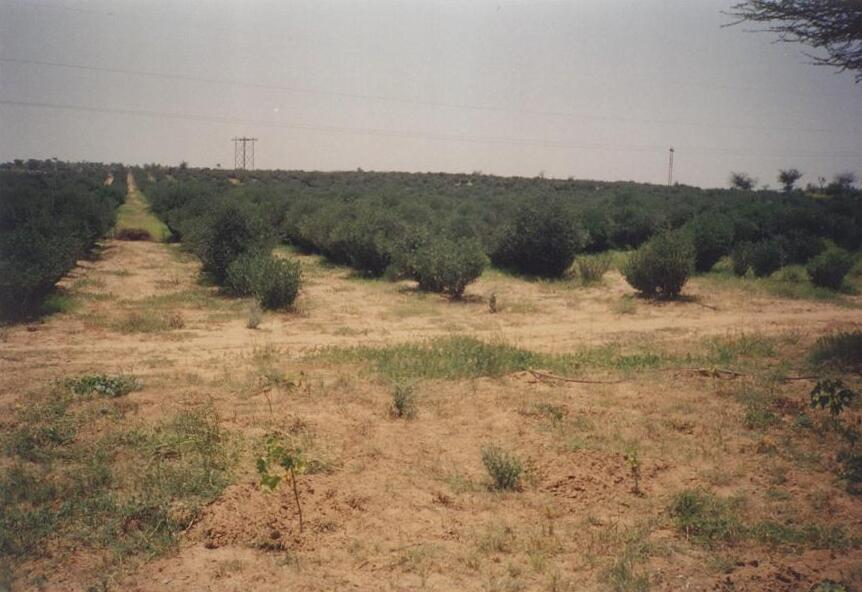
Odling.